# Saint-Vincent-du-Lorouër
Saint-Vincent-du-Lorouër là một xã trong tỉnh Sarthe ở tây bắc nước Pháp. Xã này có diện tích 27 km2, dân số năm 2006 là 892 người.